# Fatalne pchnięcie
Fatalne pchnięcie – amerykański film sensacyjny z 1991 roku.

## Główne role
- F. Murray Abraham jako Max Suba
- Eric Roberts jako Alexander Villard
- Mia Sara jako Erin Clavelli
- Christopher Rydell jako Jim Trebor
- Elaine Kagan jako Rachel
- Brett Cullen jako Danny Gallagher